# Gorgia (retore)
Gorgia (II secolo a.C.) è stato un retore greco antico vissuto ad Atene e poi a Roma.
Tra i suoi discepoli vi fu certamente Marco Cicerone, il figlio dello statista Cicerone che ne parla nelle epistole familiari: ad Atene, infatti, ricevette consigli sulla pratica di declamazione proprio dal retore Gorgia; tuttavia, dovette abbandonare gli studi con lui per le insistenze del padre. In alcune lettere rivolte al figlio, come riporta anche Plutarco, Gorgia veniva accusato di condurre una vita dissoluta, dedita ai piaceri e all'alcool e per questo motivo Cicerone esortava il figlio a lasciare immediatamente Gorgia e studiare piuttosto filosofia con Cratippo.
Dagli scritti che ci sono giunti si comprende che Gorgia adottasse lo stile di retorica asiano.

## Opere
Di certa attribuzione è solo il Trattato sulle figure di pensiero e di parola, diviso in 4 libri. L'opera originale è andata persa ma è ancora presente un compendio latino, assai ridotto, a cura di Rutilio Lupo con il titolo De Figuris Sententiarum et Elecutionis. Quest'epitome è divisa in due libri, anche se Quintiliano afferma che Rutilio Lupo abbreviò i quattro libri di Gorgia in uno solo; si può ipotizzare che la divisione in due libri venne fatta da uno dei successivi redattori del trattato. In particolare, ci sono giunte solo 41 figure di parola, con esempi tratti da oratori greci, attici e asiani.
Un'opera di dubbia attribuzione è, invece,  Le etere, un trattato sulle cortigiane ateniesi.
Nel passato alcuni critici gli attribuivano le Declamazioni di Gorgia da Leontini, tra le quali l'orazione nota come Encomio di Elena.